# Jakob Rodewitz
Jacob Rodewitz (auch: Radewitz, Radvitz, Jacobus Jenis; * um 1365 in Jena; † wohl 1431, wahrscheinlich in Leipzig) war ein deutscher Rechtswissenschaftler.

## Leben
Nach Conrad Thus (Konrad Thus von Nieheim; * um 1360, † 1435), der seit 1411 (?) an der Juristenfakultät der Universität Leipzig lehrte, war Jakob Rodewitz der zweitälteste belegte Ordinarius dort überhaupt. Über seine Herkunft ist nur bekannt, dass er aus Jena stammte und 1365 dort geboren wurde. In Leipzig wurde er laut Friedberg 1411 als "Magister Pragiensis" immatrikuliert. Friedbergs Angaben sind jedoch nicht korrekt. Er gehörte an der Universität zur "Meißnischen Nation".
Nach Erich Kleineidam jedoch erlangte er seine akademischen Grade, nachdem er 1388/1400 in Erfurt intituliert wurde, im Jahre 1403 sein Bakkalaureat, 1405 wurde er zum Magister der sieben freien Künste promoviert. Dort hielt er 1407 als Baccalaureus der Rechte über die Decretalen Georgs IX. Vorlesungen, die sich bis heute erhalten haben. Im Sommersemester 1410 firmierte er als "mag. et. decr. bacc. als Rektor in Erfurt, bevor er 1411 nach Padua ging. Bereits im Sommersemester 1412 wurde er Rektor der Leipziger Alma Mater, welches Amt er auch im Wintersemester 1419 versah.
Zunächst wurde er als Lizentiat der Dekretalen bezeichnet. Da allerdings hatte er bereits den Doktortitel. Es wird angenommen, dass er erst 1422 Ordinarius wurde. Er lehrte bis 1429, wo er in den Akten als abwesender Doktor geführt wurde. Damit verschwindet er aus der Aktenüberlieferung. Er verstarb wahrscheinlich 1436. Rodewitz war Domherr in Naumburg. Er versah wahrscheinlich auch das erste Leipziger Universitätskanonikat am Naumburger Domkapitel.